# 中央广播电视总台六一晚会
中央广播电视总台六一晚会，原称中国中央电视台六一晚会（通常简称为六一晚会）是中央广播电视总台每年六一儿童节期间举行的大型文艺晚会。创办于1986年，每年六一儿童节晚上在中国中央电视台综合频道及少儿频道（2004年开始播出至今）并机播出。
2015年，爱奇艺获得央视六一晚会（包括历届及今届）独家网络在线播出权。

## 历年晚会主题
- 1986年：红嘴鸽·小白帆（录播）
- 1987年：（待查）
- 1988年：我们的世界（现场直播）
- 1989年：蓝地球·红太阳（现场直播）
- 1990年：娃娃世界（现场直播）
- 1991年：我们的太阳（现场直播）
- 1992年：欢乐的希望城（欢乐大厅）（现场直播）
- 1993年：妈妈，我们长大了（现场直播）
- 1994年：跨世纪的公民（现场直播）
- 1995年：太阳的心愿（现场直播）
- 1996年：首届亚洲少年电视邀请赛（现场直播）
- 1997年：同一片蓝天（现场直播）
- 1998年：爱星满天（现场直播）
- 1999年：世纪之花（现场直播）
- 2000年：我们的世纪（现场直播）
- 2001年：快乐起飞（人民大会堂）（录播）
- 2002年：开采未来（人民大会堂）（录播）
- 2003年：（因非典停办）
- 2004年：和祖国一起飞（现场直播）
- 2005年：感动未来（现场直播）
- 2006年：梦想乐园（中国剧院）（录播）
- 2007年：爱的彩衣（中国剧院）（现场直播）
- 2008年：我们在一起（录播）
- 2009年：童心如歌（录播）
- 2010年：和祖国一起成长（录播）
- 2011年：在灿烂阳光下（录播）
- 2012年：幸福像花儿一样（录播）
- 2013年：快乐的节日（录播）
- 2014年：在五彩缤纷的节日里（录播）
- 2015年：欢乐的节日（录播）
- 2016年：快乐成长（录播）
- 2017年：花儿向阳开（录播）
- 2018年：花开新时代（录播）
- 2019年：快乐向未来（录播）
- 2020年：我们的节日
- 2021年：童心向党，茁壮成长
- 2022年：童心筑梦志在未來
- 2023年：童心追梦，闪耀明天
- 2024年：致未来
- 2025年：未来花正开

## 历史

### 总导演
| 年份   | 导演   | 年份   | 导演   | 年份   | 导演           | 年份   | 导演          | 年份   | 导演        |
| ------ | ------ | ------ | ------ | ------ | -------------- | ------ | ------------- | ------ | ----------- |
| 1986年 |        | 1993年 |        | 2000年 | 李央           | 2007年 | 潘超          | 2014年 | 邬纯芳      |
| 1987年 |        | 1994年 |        | 2001年 | 尹永斌         | 2008年 | 潘超          | 2015年 | 邬纯芳      |
| 1988年 |        | 1995年 |        | 2002年 | 邬纯芳         | 2009年 | 邬纯芳 马知渊 | 2016年 | 邬纯芳      |
| 1989年 |        | 1996年 | 李央   | 2003年 | （因非典停办） | 2010年 | 尹永斌        | 2017年 | 尹永斌      |
| 1990年 |        | 1997年 | 李央   | 2004年 | 尹永斌         | 2011年 | 尹永斌        | 2018年 | 许蓓蓓      |
| 1991年 |        | 1998年 | 李央   | 2005年 | 邬纯芳         | 2012年 | 尹永斌        | 2019年 | 许蓓蓓      |
| 1992年 |        | 1999年 | 姜涛   | 2006年 | 邬纯芳         | 2013年 | 邬纯芳        | 2020年 | 许蓓蓓      |
| 2021年 | 许蓓蓓 | 2022年 | 许蓓蓓 | 2023年 | 许蓓蓓         | 2024年 | 杨超 司晓峰   | 2025年 | 杨超 司晓峰 |

### 主持人
| 年份   | 主持人                                                     |
| ------ | ---------------------------------------------------------- |
| 1986年 | 鞠萍、王澍                                                 |
| 1987年 | （待查）                                                   |
| 1988年 | 鞠萍、陈述、李扬、董浩                                     |
| 1989年 | 鞠萍、陈铎                                                 |
| 1990年 | 鞠萍、董浩、李扬                                           |
| 1991年 | 鞠萍、董浩、曾媛                                           |
| 1992年 | 董浩、刘纯燕                                               |
| 1993年 | 鞠萍、董浩、曾媛、贺斌、刘纯燕                             |
| 1994年 | 鞠萍、蓝天野                                               |
| 1995年 | 鞠萍、孙小梅、曾媛、贺斌                                   |
| 1996年 | 鞠萍、董浩                                                 |
| 1997年 | 鞠萍、董浩                                                 |
| 1998年 | 鞠萍、董浩                                                 |
| 1999年 | 鞠萍、董浩、曾媛                                           |
| 2000年 | 鞠萍、董浩、曾媛、贺斌、张泽群、何子然                     |
| 2001年 | 鞠萍、董浩、周涛、赵忠祥                                   |
| 2002年 | 鞠萍、董浩、赵忠祥、吴思雨、彭佳辰等                       |
| 2003年 | （停办）                                                   |
| 2004年 | 鞠萍、董浩、魏准、田燕南                                   |
| 2005年 | 鞠萍、董浩、月亮、绿泡泡、段丽阳、贾云哲                   |
| 2006年 | 鞠萍、董浩                                                 |
| 2007年 | 方琼                                                       |
| 2008年 | 鞠萍、董浩、朱军、月亮                                     |
| 2009年 | 鞠萍、董浩、月亮、绿泡泡、林妙可、贾云哲                   |
| 2010年 | 鞠萍、董浩、红果果、黄炜                                   |
| 2011年 | 红果果、黄炜、月亮、小鹿、绿泡泡、何子然                   |
| 2012年 | 鞠萍、董浩、红果果、黄炜、月亮、绿泡泡                     |
| 2013年 | 鞠萍、董浩、红果果、黄炜、月亮、绿泡泡                     |
| 2014年 | 鞠萍、董浩、红果果、黄炜、月亮、绿泡泡                     |
| 2015年 | 鞠萍、董浩、刘纯燕、黄炜、月亮姐姐、绿泡泡、小鹿           |
| 2016年 | 鞠萍、刘纯燕、黄炜、月亮姐姐、绿泡泡、小鹿                 |
| 2017年 | 鞠萍、刘纯燕、黄炜、绿泡泡、小鹿、金豆                     |
| 2018年 | 黄炜、绿泡泡、小鹿、金豆、鞠萍、月亮姐姐、陈旻、安娜       |
| 2019年 | 黄炜、小鹿、金豆、鞠萍、月亮姐姐、毛毛虫                   |
| 2020年 | 黄炜、小鹿、金豆、鞠萍、月亮姐姐、毛毛虫、庄奕楠、蔡雨桐   |
| 2021年 | （无主持人，由童星韩昊霖担任嘉宾饰演角色“小明”）           |
| 2022年 | 黄炜、小鹿、鞠萍、月亮姐姐、马凡舒、绿泡泡、杜卡妮、彭友馨 |

## 历年资料

### 2009年
- 晚会主题：童心如歌
- 演出时间：2009年5月31日
- 演出地点：中国中央电视台一号演播大厅
- 总导演：邬纯芳、马知渊
- 主持人：鞠萍、董浩、月亮、绿泡泡、林妙可、贾云哲
- 节目总时长：1小时30分钟
- 播出频道：中国中央电视台综合频道（CCTV-1）（6月1日20:00）、中国中央电视台少儿频道（CCTV-14）（6月1日20:00）

节目单

### 2010年
- 晚会主题：和祖国一起成长
- 演出时间：2010年5月31日
- 演出地点：中国中央电视台一号演播大厅
- 总导演：尹永斌
- 主持人：董浩、鞠萍、红果果、黄炜
- 节目总时长：1小时40分钟
- 播出频道：中国中央电视台综合频道（CCTV-1）（6月1日20:00）、中国中央电视台少儿频道（CCTV-14）（6月1日20:00）

节目单

### 2011年
- 晚会主题：在灿烂阳光下
- 演出时间：2011年5月31日
- 演出地点：中国中央电视台一号演播大厅
- 总导演：尹永斌
- 主持人：董浩、鞠萍、红果果、绿泡泡、黄炜、月亮姐姐
- 节目总时长：1小时30分钟
- 播出频道：中国中央电视台综合频道（CCTV-1）（6月1日20:00）、中国中央电视台少儿频道（CCTV-14）（6月1日20:00）、中国中央电视台中文国际频道（CCTV-4）（6月1日20:30）

节目单

### 2012年
- 晚会主题：幸福像花儿一样
- 演出时间：2012年5月31日
- 演出地点：中国中央电视台一号演播大厅
- 总导演：尹永斌
- 主持人：董浩、鞠萍、红果果、绿泡泡、黄炜、月亮姐姐
- 节目总时长：1小时40分钟
- 播出频道：中国中央电视台综合频道（CCTV-1）（6月1日20:00）、中国中央电视台少儿频道（CCTV-14）（6月1日20:00）、中国中央电视台军事农业频道（CCTV-7）（6月2日10:00）（6月1日20:00）、中国中央电视台综艺频道（CCTV-3）（6月3日11:30）
- 转播频道：中国教育电视台一套（CETV-1）、中国教育电视台三套（CETV-3）、浙江电视台少儿频道、南京电视台少儿频道、上海广播电视台哈哈少儿频道、山东广播电视台少儿频道、武汉电视台少儿频道、江西电视台青少频道、天津电视台少儿频道、深圳电视台少儿频道、杭州电视台少儿频道、济南电视台少儿频道、宁波电视台少儿频道、广东广播电视台少儿频道（TVS-5）、广州广播电视台少儿频道、重庆电视台少儿频道、辽宁广播电视台青少频道、黑龙江电视台少儿频道、山西电视台少儿频道、成都电视台少儿频道、甘肃电视台少儿频道、新疆电视台少儿频道、福建电视台少儿频道、河北电视台少儿科教频道、海南电视台青少频道、内蒙古电视台少儿频道、云南电视台少儿频道、湖南广播电视台金鹰卡通卫视、北京电视台卡酷少儿卫视、江苏优漫卡通卫视、上海炫动卡通卫视、广东广播电视台嘉佳卡通卫视

节目单

### 2013年
- 晚会主题：快乐的节日
- 演出时间：2013年5月30日
- 演出地点：中国中央电视台一号演播大厅
- 播出时间：2013年6月1日20:00
- 总导演：邬纯芳
- 主持人：董浩、鞠萍、红果果、绿泡泡、黄炜、月亮姐姐
- 节目总时长：1小时50分钟
- 播出频道：中国中央电视台综合频道（CCTV-1）（6月1日20:00）、中国中央电视台少儿频道（CCTV-14）（6月2日18:00）
- 转播频道：中国教育电视台一套（CETV-1）、中国教育电视台三套（CETV-3）、浙江电视台少儿频道、南京电视台少儿频道、上海广播电视台哈哈少儿频道、山东广播电视台少儿频道、武汉电视台少儿频道、江西电视台青少频道、天津电视台少儿频道、深圳电视台少儿频道、杭州电视台少儿频道、济南电视台少儿频道、宁波电视台少儿频道、广东广播电视台少儿频道（TVS-5）、广州广播电视台少儿频道、重庆电视台少儿频道、辽宁广播电视台青少频道、黑龙江电视台少儿频道、山西电视台少儿频道、成都电视台少儿频道、甘肃电视台少儿频道、新疆电视台少儿频道、福建电视台少儿频道、河北电视台少儿科教频道、海南电视台青少频道、内蒙古电视台少儿频道、云南电视台少儿频道、湖南广播电视台金鹰卡通卫视、北京电视台卡酷少儿卫视、江苏优漫卡通卫视、上海炫动卡通卫视、广东广播电视台嘉佳卡通卫视

节目单
- 1. 开场歌舞《万紫千红》表演：蓝天幼儿艺术团等
- 2. 歌曲《动漫歌曲联唱》
  - 《快乐街》
  - 《猪猪侠》演唱：沈柏翰、张格纶、边程、绿泡泡
  - 《喜羊羊与灰太狼》主题曲
  - 《海绵宝宝》主题曲
  - 《熊猫Style》
  - 《熊出没》主题曲 演唱：王馨怡
  - 《芝麻街》+《变形金刚》+《蜘蛛侠》
- 3. 国际舞蹈集锦《有朋自远方来》
- 俄罗斯传统舞蹈《卡琳卡》 表演：俄罗斯同代人舞蹈艺术团
- 日本踢踏舞《嘉年华》 表演：日本富士电视台儿童频道
- 印度舞蹈《双人拉丁舞》表演：Bad Salsa组合
- 4. 歌曲《少儿歌曲联唱》
  - 《春天在哪里》演唱：柳博、刘双嘉、李郝尔晴、黄星羱
  - 《小松树》+《娃哈哈》
  - 《我们的田野》演唱：廖昌永、廖敏冲
  - 《红星歌》演唱：黄豆豆、四川省少儿舞蹈直通车艺术团
  - 《中国少年先锋队队歌》
- 5. 小品《演出》表演：宋小宝、丫蛋
- 6. 光影画表演《图画》
- 7. 组合节目《快乐一起来》表演：奥运冠军何雯娜等
- 8. 儿童歌舞剧《中国生肖》 表演：蓝天幼儿艺术团
- 9. 魔术《五彩缤纷》 表演：Ernesto Planas Roldan
- 10. 武术舞狮《中国功夫》表演：香港专业舞狮团队等
- 11. 特别节目《凝聚每份爱》
- 12. 优秀少儿歌曲《蔬菜进行曲》演唱：许杜美慧、上海少儿广播合唱团、蓝天幼儿艺术团等
- 13. 花样跳绳《绳彩飞扬》表演：上海跃动花样跳绳队
- 14. 歌曲《小孙子的吻》演唱：宋祖英
- 15. 歌舞《美丽中国》
  - 藏族舞蹈《飞扬的童年》
  - 蒙古族舞蹈《欢庆》
  - 壮族歌舞《只有山歌敬亲人》
  - 回族舞蹈《羊向板敲起来》
  - 苗族舞蹈《反排木鼓舞》
  - 维吾尔族舞蹈《刀郎麦西来甫》
- 16. 结束曲《歌声与微笑》演唱：全体演员

### 2014年
- 晚会主题：在五彩缤纷的节日里
- 演出时间：2014年5月29日
- 演出地点：中国中央电视台一号演播大厅
- 播出时间：2014年6月1日20:00
- 总导演：邬纯芳
- 主持人：董浩、鞠萍、红果果、绿泡泡、黄炜、月亮姐姐、周洲、杜悦、哆来咪、金豆、芝麻、赵一天、徐柳、阳光、陈怡、曾媛、曹震、小鹿姐姐、小时姐姐、毛毛虫、刘纯燕&中央电视台少儿频道主持人
- 节目总时长：约2个小时左右
- 播出频道：中国中央电视台综合频道（CCTV-1）（6月1日20:00）、中国中央电视台少儿频道（CCTV-14）（6月7日19:00）、中国中央电视台中文国际频道欧洲版（CCTV-4）（6月6日23：30）、中国中央电视台中文国际频道美洲版（CCTV-4）（6月3日01:00）
- 转播频道：中国教育电视台一套（CETV-1）、中国教育电视台三套（CETV-3）、浙江电视台少儿频道、南京电视台少儿频道、上海广播电视台哈哈少儿频道、山东广播电视台少儿频道、武汉电视台少儿频道、江西电视台青少频道、天津电视台少儿频道、深圳电视台少儿频道、杭州电视台少儿频道、济南电视台少儿频道、宁波电视台少儿频道、广东广播电视台少儿频道（TVS-5）、广州广播电视台少儿频道、重庆电视台少儿频道、辽宁广播电视台青少频道、黑龙江电视台少儿频道、山西电视台少儿频道、成都电视台少儿频道、甘肃电视台少儿频道、新疆电视台少儿频道、福建电视台少儿频道、河北电视台少儿科教频道、海南电视台青少频道、内蒙古电视台少儿频道、云南电视台少儿频道、湖南广播电视台金鹰卡通卫视、北京电视台卡酷少儿卫视、江苏优漫卡通卫视、上海炫动卡通卫视、广东广播电视台嘉佳卡通卫视

节目单

### 2015年
- 晚会主题：欢乐的节日
- 演出时间：2015年5月28日
- 演出地点：中国中央电视台一号演播大厅、二号演播厅
- 播出时间：2015年5月31日20:00
- 总导演：邬纯芳
- 主持人：董浩、鞠萍、红果果、绿泡泡、黄炜、月亮姐姐、周洲、杜悦、哆来咪、金豆、芝麻、赵一天、徐柳、阳光、陈怡、曾媛、曹震、小鹿姐姐、小时姐姐、毛毛虫、刘纯燕、张颖乔、谢浩婷、季家希、艾琪、李恺悦、王晋桢、霍静婷、郭好唯、高文竹、周佳仪&中国中央电视台少儿频道主持人
- 节目总时长：约2个小时左右
- 播出频道：中国中央电视台综合频道（CCTV-1）、（5月31日20:00）、中国中央电视台少儿频道（CCTV-14）（5月31日20:00）、中国中央电视台综艺频道（CCTV-3）（6月6日11:30）、中国中央电视台中文国际频道（CCTV-4）（6月6日22：00）、中国中央电视台军事农业频道（CCTV-7）（6月6日10:00）、中国中央电视台财经频道（CCTV-2）（6月6日15:00）
- 转播频道：中国教育电视台一套（CETV-1）、中国教育电视台三套（CETV-3）、浙江电视台少儿频道、南京电视台少儿频道、上海广播电视台哈哈少儿频道、山东广播电视台少儿频道、武汉电视台少儿频道、江西电视台青少频道、天津电视台少儿频道、深圳电视台少儿频道、杭州电视台少儿频道、济南电视台少儿频道、宁波电视台少儿频道、广东广播电视台少儿频道（TVS-5）、广州广播电视台少儿频道、重庆电视台少儿频道、辽宁广播电视台青少频道、黑龙江电视台少儿频道、山西电视台少儿频道、成都电视台少儿频道、甘肃电视台少儿频道、新疆电视台少儿频道、福建电视台少儿频道、河北电视台少儿科教频道、海南电视台青少频道、内蒙古电视台少儿频道、云南电视台少儿频道、湖南广播电视台金鹰卡通卫视、北京电视台卡酷少儿卫视、江苏优漫卡通卫视、上海炫动卡通卫视、广东广播电视台嘉佳卡通卫视
- 网上在线播放平台：爱奇艺（国内及海外独家在线直播点播权）、中国网络电视台
- 片尾曲：《快乐的节日》（演唱：全体演员及全国少年儿童代表）

节目单

### 2016年
- 晚会主题：快乐成长
- 演出时间：2016年5月28日
- 演出地点：中国中央电视台一号演播大厅
- 播出时间：2016年6月1日20:00
- 总导演：邬纯芳
- 主持人：董浩、鞠萍、红果果、绿泡泡、黄炜、月亮姐姐、周洲、杜悦、哆来咪、金豆、芝麻、赵一天、徐柳、阳光、陈怡、曾媛、曹震、小鹿姐姐、小时姐姐、毛毛虫&中国中央电视台少儿频道主持人
- 特邀主持人：邓童予、张丽洋、孙丝墨、张轩萌、张轩淇
- 节目总时长：约3个小时左右
- 播出频道：中国中央电视台综合频道（CCTV-1）（6月1日20:00）、中国中央电视台少儿频道（CCTV-14）（6月1日20:00、6月2日18:30）、中国中央电视台财经频道（CCTV-2）（6月4日15:20）、中国中央电视台综艺频道（CCTV-3）（6月5日11:30）、中国中央电视台中文国际频道（CCTV-4）（6月4日23:30）、中国中央电视台军事农业频道（CCTV-7）（6月4日10：00）
- 转播频道：中国教育电视台一套（CETV-1）、中国教育电视台三套（CETV-3）、浙江电视台少儿频道、南京电视台少儿频道、上海广播电视台哈哈少儿频道、山东广播电视台少儿频道、武汉电视台少儿频道、江西电视台青少频道、天津电视台少儿频道、深圳电视台少儿频道、杭州电视台少儿频道、济南电视台少儿频道、宁波电视台少儿频道、广东广播电视台少儿频道（TVS-5）、广州广播电视台少儿频道、重庆电视台少儿频道、辽宁广播电视台青少频道、黑龙江电视台少儿频道、山西电视台少儿频道、成都电视台少儿频道、甘肃电视台少儿频道、新疆电视台少儿频道、福建电视台少儿频道、福州电视台少儿频道、河北电视台少儿科教频道、海南电视台青少频道、内蒙古电视台少儿频道、云南电视台少儿频道、湖南广播电视台金鹰卡通卫视、北京电视台卡酷少儿卫视、江苏优漫卡通卫视、上海炫动卡通卫视、广东广播电视台嘉佳卡通卫视
- 网上在线播放平台：中国网络电视台、爱奇艺（国内独家在线直播点播权）、乐视、优酷、土豆、腾讯视频、YouTube（海外在线直播权）
- 片头曲：《快乐的节日》（演唱：中国中央电视台银河少年电视艺术团、蓝天幼儿艺术团、六一艺术团）
- 片尾曲：《歌声与微笑》（演唱：全体演员）

节目单

### 2017年
- 晚会主题：花儿向阳开
- 演出时间：2017年5月31日
- 演出地点：中国中央电视台一号演播大厅
- 播出时间：2017年6月1日20:00
- 总导演：尹永斌、杨东升
- 主持人：鞠萍、红果果、绿泡泡、黄炜、月亮姐姐、周洲、杜悦、哆来咪、金豆、芝麻、赵一天、徐柳、阳光、陈怡、曾媛、曹震、小鹿姐姐、小时姐姐、毛毛虫&中国中央电视台少儿频道主持人
- 播出频道：中央电视台综合频道（CCTV-1）、（6月1日20:00）、中央电视台少儿频道（CCTV-14）（6月1日20:00、6月4日19:00）、中央电视台财经频道（CCTV-2）（6月3日15:20）、中央电视台综艺频道（CCTV-3）（6月4日11:30）、中央电视台中文国际频道亚洲版（CCTV-4）（6月3日22:00）、中央电视台中文国际频道欧洲版（CCTV-4）（6月3日23:30）、中央电视台中文国际频道美洲版（CCTV-4）（6月2日23:30）、中央电视台军事农业频道（CCTV-7）（6月3日10:00）
- 转播频道：中国教育电视台一套（CETV-1）、中国教育电视台三套（CETV-3）、浙江电视台少儿频道、南京电视台少儿频道、上海广播电视台哈哈少儿频道、山东广播电视台少儿频道、武汉电视台少儿频道、江西电视台青少频道、天津电视台少儿频道、深圳电视台少儿频道、杭州电视台少儿频道、济南电视台少儿频道、宁波电视台少儿频道、广东广播电视台少儿频道（TVS-5）、广州广播电视台少儿频道、重庆电视台少儿频道、辽宁广播电视台青少频道、黑龙江电视台少儿频道、山西电视台少儿频道、成都电视台少儿频道、福建电视台少儿频道、福州电视台少儿频道、河北电视台少儿科教频道、海南电视台青少频道、内蒙古电视台少儿频道、云南电视台少儿频道、湖南广播电视台金鹰卡通卫视、北京电视台卡酷少儿卫视、江苏优漫卡通卫视、上海炫动卡通卫视、广东广播电视台嘉佳卡通卫视、澳门澳视澳门台
- 网上在线播放平台：中国网络电视台、爱奇艺、腾讯视频、优酷、新浪微博、YouTube（海外在线直播权）

### 2018年
- 晚会主题：花开新时代
- 演出时间：2018年5月31日
- 演出地点：中国中央电视台一号演播大厅
- 播出时间：2018年6月1日20:00
- 总导演：许蓓蓓
- 主持人：绿泡泡、金豆、黄炜、小鹿姐姐、杜悦、红果果
- 节目总时长：100分钟（CCTV-1精编版）、约3小时（CCTV-14加长版）
- 播出频道：中国中央电视台综合频道（CCTV-1）（6月1日20:00、6月2日17:18）、中国中央电视台综合频道港澳版(NOW541、港台电视33、澳广视71)（6月1日20:00）、中国中央电视台少儿频道（CCTV-14）（6月1日20:00、6月9日19:00）、中央电视台中文国际频道欧洲版（CCTV-4）（6月3日23:30）、中央电视台中文国际频道美洲版（CCTV-4）（6月2日23:30）、CCTV大富（6月1日21:00）
- 转播频道：中国教育电视台一套（CETV-1）、中国教育电视台三套（CETV-3）、浙江电视台少儿频道、南京电视台少儿频道、上海广播电视台哈哈少儿频道、山东广播电视台少儿频道、武汉电视台少儿频道、江西电视台青少频道、天津电视台少儿频道、深圳电视台少儿频道、杭州电视台少儿频道、济南电视台少儿频道、宁波电视台少儿频道、广东广播电视台少儿频道（TVS-5）、广州广播电视台少儿频道、重庆电视台少儿频道、辽宁广播电视台青少频道、黑龙江电视台少儿频道、山西电视台少儿频道、成都电视台少儿频道、甘肃电视台少儿频道、新疆电视台少儿频道、福建电视台少儿频道、福州电视台少儿频道、河北电视台少儿科教频道、海南电视台青少频道、内蒙古电视台少儿频道、云南电视台少儿频道、湖南广播电视台金鹰卡通卫视、北京电视台卡酷少儿卫视、江苏优漫卡通卫视、上海炫动卡通卫视、广东广播电视台嘉佳卡通卫视、澳门澳视高清台
- 网上在线播放平台：央视网、爱奇艺、优酷、腾讯视频、新浪微博、YouTube（海外在线直播权）、FaceBook